# باول كروكس
باول كروكس (بالإنجليزية: Paul Crooks)‏ هو لاعب كرة قدم بريطاني، ولد في 12 أكتوبر 1966 في درم في المملكة المتحدة. لعب مع بولتون واندررز وستوك سيتي ونادي بانغور سيتي ونادي ريل ونادي كارلايل يونايتد.